# Грем Шарп
Грем Шарп (англ. Graeme Sharp, нар. 16 жовтня 1960, Глазго) — шотландський футболіст, що грав на позиції нападника. По завершенні ігрової кар'єри — тренер.
Виступав, зокрема, за клуби «Евертон» та «Олдем Атлетик», а також національну збірну Шотландії.
Володар Кубка Англії. Дворазовий чемпіон Англії. Володар Кубка Кубків УЄФА. 

## Клубна кар'єра
У дорослому футболі дебютував 1978 року виступами за команду клубу «Дамбартон», в якій провів два сезони, взявши участь у 40 матчах чемпіонату. 
Своєю грою за цю команду привернув увагу представників тренерського штабу клубу «Евертон», до складу якого приєднався 1980 року. Відіграв за клуб з Ліверпуля наступні одинадцять сезонів своєї ігрової кар'єри. Більшість часу, проведеного у складі «Евертона», був основним гравцем атакувальної ланки команди. У складі «Евертона» був одним з головних бомбардирів команди, маючи середню результативність на рівні 0,36 голу за гру першості. Також багато асистував партнерам по нападу, протягом 1980-х складав в «Евертоні» успішні пари нападників з Енді Греєм, Едріаном Гітом та Гарі Лінекером. За цей час виборов титул володаря Кубка Англії, ставав чемпіоном Англії (двічі), володарем Кубка Кубків УЄФА.
1991 року перейшов до клубу «Олдем Атлетик», за який відіграв 6 сезонів. Завершив професійну кар'єру футболіста виступами за команду «Олдем Атлетік» у 1997 році.

## Виступи за збірну
1985 року дебютував в офіційних матчах у складі національної збірної Шотландії. Протягом кар'єри у національній команді, яка тривала 4 роки, провів у формі головної команди країни 12 матчів, забивши 1 гол.
У складі збірної був учасником чемпіонату світу 1986 року у Мексиці.

## Кар'єра тренера
Розпочав тренерську кар'єру, ще продовжуючи грати на полі, 1994 року, очоливши тренерський штаб клубу «Олдем Атлетик».
Останнім місцем тренерської роботи був клуб «Бангор Сіті», головним тренером команди якого Грем Шарп був з 1997 по 1998 рік. Згодом почав працювати футбольним аналітиком для місцевих ЗМІ в Ліверпулі.

## Титули і досягнення
- Володар Кубка Англії (1):

«Евертон»:  1983-1984
- Чемпіон Англії (2):

«Евертон»:  1984-1985, 1986-1987
- Володар Суперкубка Англії з футболу (4):

«Евертон»: 1984, 1985, 1986, 1987
- Володар Кубка Кубків УЄФА (1):

«Евертон»:  1984-1985